# Aeroportul Nanaimo Harbour Water
Aeroportul Nanaimo Harbour Water (IATA: ZNA) este un aeroport din Columbia Britanică, Canada ce deservește zona Nanaimo. Aeroportul a fost tranzitat în 2015 de 110.063 de pasageri. A fost numit după zona deservită.
Situat la o altitudine de 0 m, aeroportul dispune de o singură pistă.